# Andrea Ruinelli
Andrea Ruinelli (* 22. November 1555 in Chur; † 1617 ebenda) war ein Schweizer Notar, Rektor und Mediziner.

## Leben und Werk
Ruinellis hatten wahrscheinlich 1575 das Bürgerrecht von Chur erworben. Andrea Ruinellis Vater war der Notar und Eherichter Johannes, seine Mutter war Anna, geborene Salis von Soglio. Er besuchte die Nikolaischule in Chur, wo Simon Lemnius, Johann Pontisella und Rudolf von Castelmur unterrichtet hatten. Anschliessend besuchte Ruinelli den Unterricht bei Rudolf Collinus in Zürich. Auf Wunsch seines Vaters sollte er die Laufbahn als kaiserlicher Notar einschlagen. So studierte er von 1570 bis 1573 in Paris und Wien, wo er durch Kaiser Maximilian II. zum Schreiber ernannt wurde. Ruinelli kehrte 1573 als kaiserlicher Notar in seine Heimat zurück und unterstützte seinen Vater während fünf Monaten in dessen Notariatsdienst.
Am 11. Juni 1574 reiste Ruinelli nach Basel, um Theologie zu studieren, überlegte es sich jedoch anders und fing in Basel das Studium der Philologie und Philosophie an, das er in Wien, Wittenberg, Leipzig und Heidelberg fortsetzte und dort promovierte. In Heidelberg erhielt Ruinelli den Ruf als Rektor an die damals nach mehrjähriger Unterbrechung wieder neu eröffnete Nikolaischule in Chur. In dieser Funktion war Ruinelli drei Jahre lang an der Schule tätig. Am 22. Juni 1581 begann Ruinelli ein Medizinstudium in Basel, wo er schon nach einem Jahr zum Examen zugelassen wurde. Nach zwei Semestern unter Felix Platter wurde Ruinelli zur Doktorpromotion zugelassen. Ruinelli promovierte am 12. April 1582 mit der Arbeit Über die Anwendung der Amulette in der Medizin. Während des Studiums lernte er den späteren Leibarzt der englischen Königin und Stadtrat in Bern, Paulus Lentulus (1560–1613), kennen. Sie blieben zeitlebens befreundet. Nach einer weiteren Studienreise, die Ruinelli nach Oberitalien führte, kehrte er schliesslich im Juni 1583 als Rektor an die Nikolaischule in Chur zurück. Zusätzlich führte er eine ärztliche Praxis.
Als 1603 das Bündnis zwischen den Drei Bünden und Venedig zustande kam, wurde Ruinelli als unterlegener Gegner dieses Bündnisses vom Strafgericht zu einer Busse von über 6000 Gulden verklagt. Zudem wurde ihm untersagt, sich weiterhin politisch zu betätigen. Anfang 1607 flüchtete Ruinelli nach Bad Ragaz, reiste im Auftrag eines Kaufmanns nach Frankfurt am Main und kehrte Anfang August wieder nach Chur zurück.
Ruinelli musste im ersten Viertel des Jahres 1617 verstorben sein, denn am 9. April wurde vor dem gemeinen Gottesbund Klage gegen das Gericht Bergell geführt, das auf das Vermögen des Verstorbenen Arrest gelegt hatte.